# Heka

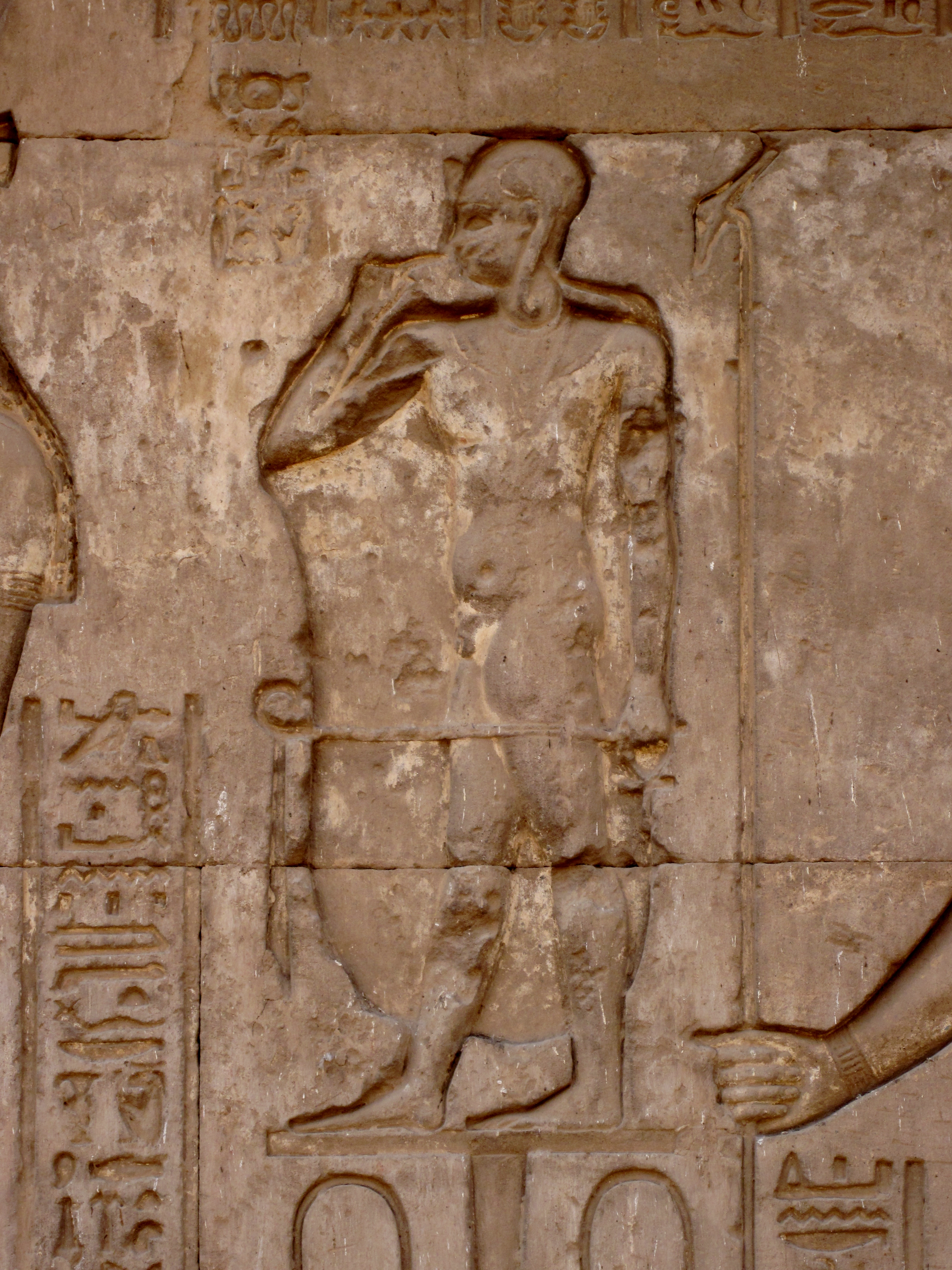
Heka

Heka (ḥk3[w]) az ókori egyiptomi vallás egyik istene, a varázslás megszemélyesítése. Neve varázslást jelent. Tisztelete elsősorban az egyiptomi történelem korai időszakában virágzott.
Memphiszben Ptah és Szahmet istennő fiaként említik.
Testvére: Nofertum.